# جيل بينيت
جيل بينيت (بالإنجليزية: Jill Bennett)‏ هي منتجة أفلام ومخرجة وممثلة أمريكية، ولدت في 14 أغسطس 1975 بفورت واين في الولايات المتحدة.

## أعمال

### مسلسلات
- بيفرلي هيلز 90210

## وصلات خارجية
- جيل بينيت على موقع IMDb (الإنجليزية)
- جيل بينيت على موقع ألو سيني (الفرنسية)
- جيل بينيت على موقع أول موفي (الإنجليزية)
- جيل بينيت على موقع قاعدة بيانات الأفلام السويدية (السويدية)
- جيل بينيت على موقع إن إن دي بي (الإنجليزية)
- جيل بينيت على موقع قاعدة بيانات الفيلم (الإنجليزية)
- جيل بينيت على موقع كينوبويسك (الروسية)